# Хершајд (Северна Рајна-Вестфалија)
Хершајд (њем. Herscheid) град је у њемачкој савезној држави Северна Рајна-Вестфалија. Једно је од 15 општинских средишта округа Меркиш. Према процјени из 2010. у граду је живјело 7.415 становника. Посједује регионалну шифру (AGS) 5962020, NUTS (DEA58) и LOCODE (DE HSD) код.

## Географски и демографски подаци
Хершајд се налази у савезној држави Северна Рајна-Вестфалија у округу Меркиш. Град се налази на надморској висини од 430 метара. Површина општине износи 58,9 km². У самом граду је, према процјени из 2010. године, живјело 7.415 становника. Просјечна густина становништва износи 126 становника/km².